# Bilgeriturm

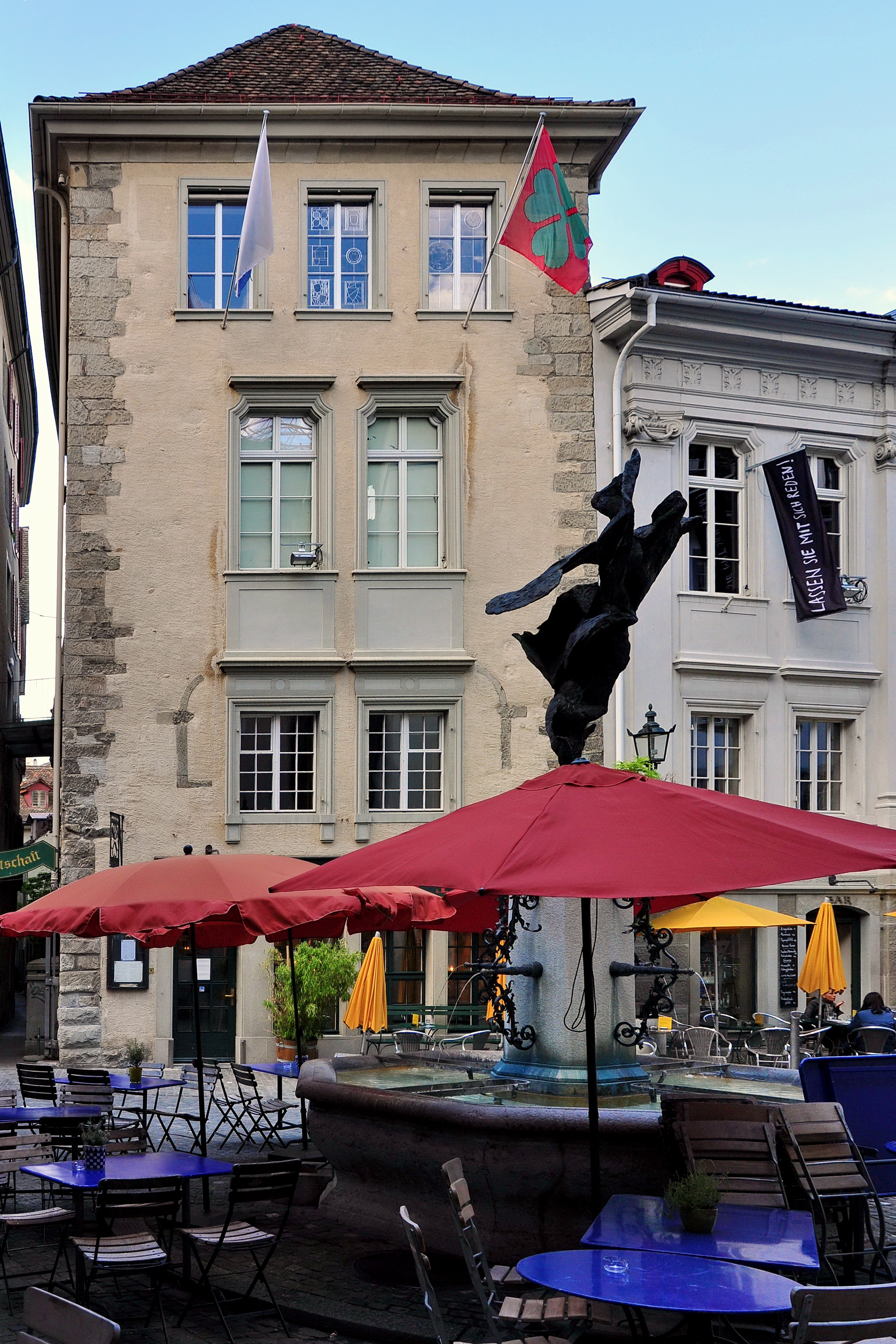
Der Bilgeriturm von Südosten, im Vordergrund der Nike-Brunnen, rechts das Theater am Neumarkt

Der Bilgeriturm ist ein spätmittelalterlicher Wohnturm im Quartier Rathaus (Kreis 1) der Schweizer Stadt Zürich. Der Turm liegt 30 Meter nördlich des Grimmenturms, der ebenfalls von der Familie Bilgeri erbaut worden ist.
Der Adelsturm wurde im 13. Jahrhundert erbaut und war der Stammsitz der Ratsfamilie Bilgeri. Nach einer wechselvollen Geschichte ist der Bilgeriturm an der Ecke Neumarkt- und Synagogengasse in das Theater am Neumarkt integriert worden. Das Gebäude zählt zu den zahlreichen Kulturdenkmälern in der Zürcher Altstadt.

## Geschichte

### Mittelalter
Der Bilgeriturm wurde in der ersten Hälfte des 13. Jahrhunderts als repräsentativer Steinbau eines Ministerialengeschlechts beziehungsweise des Kaufmannspatriziats errichtet. Ob die Familie Bilgeri Erbauer und erste Besitzerin war, ist umstritten: Johannes Pilgrin erwarb 1276 ein «uffen dem Bache» genanntes Haus; dabei könnte es sich um den Bilgeriturm gehandelt haben. Dieser stand unmittelbar am heute unterirdisch verlaufenden Wolfbach und war auch als «Turm auf dem Bach» bekannt. Für diese These spricht, dass der benachbarte «Grimmenturm» zu jener Zeit im Besitz der Familie Pilgrin war.

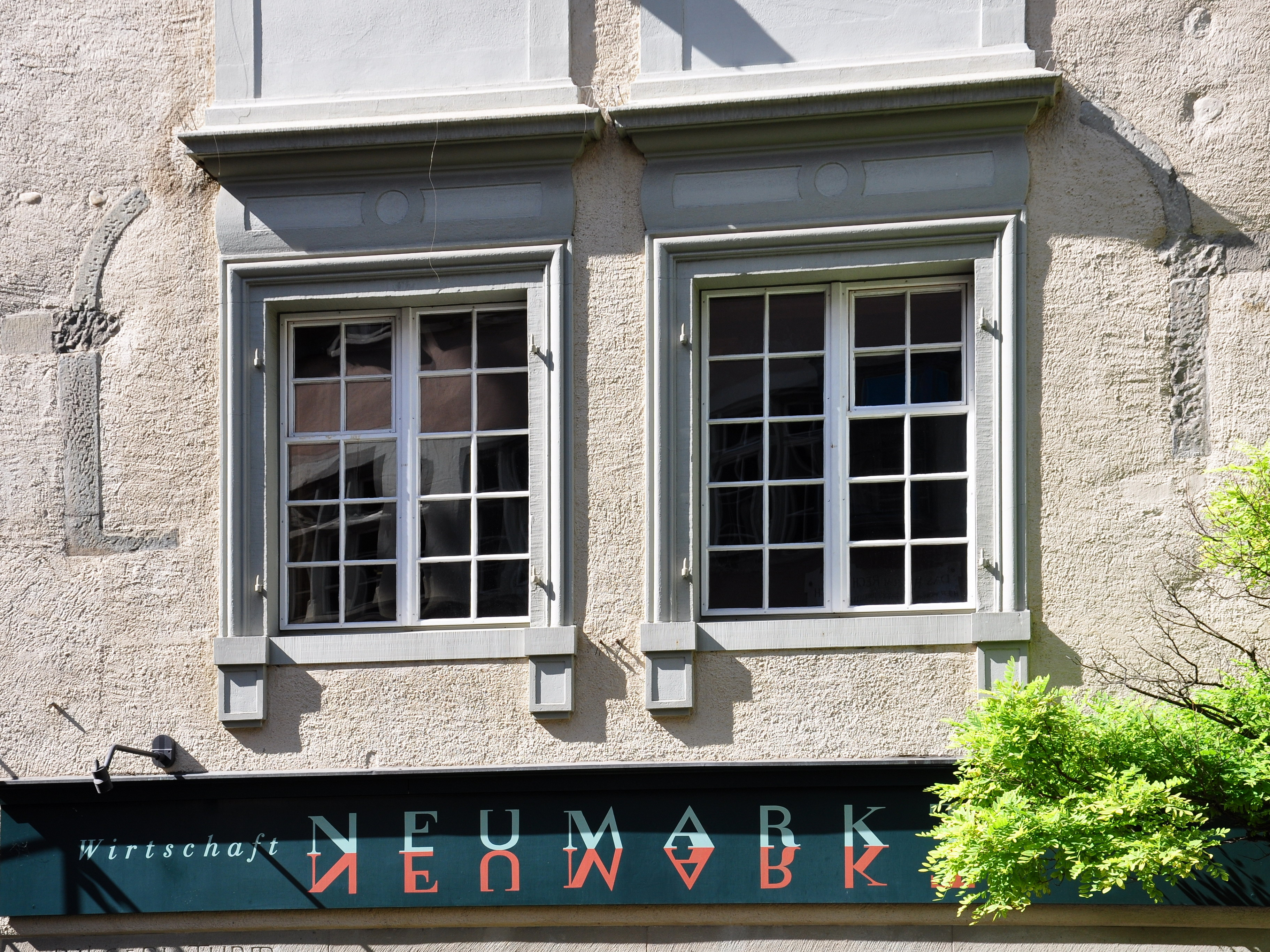
Bilgeriturm, Details Frontseite mit Resten der Rundbogenfenster

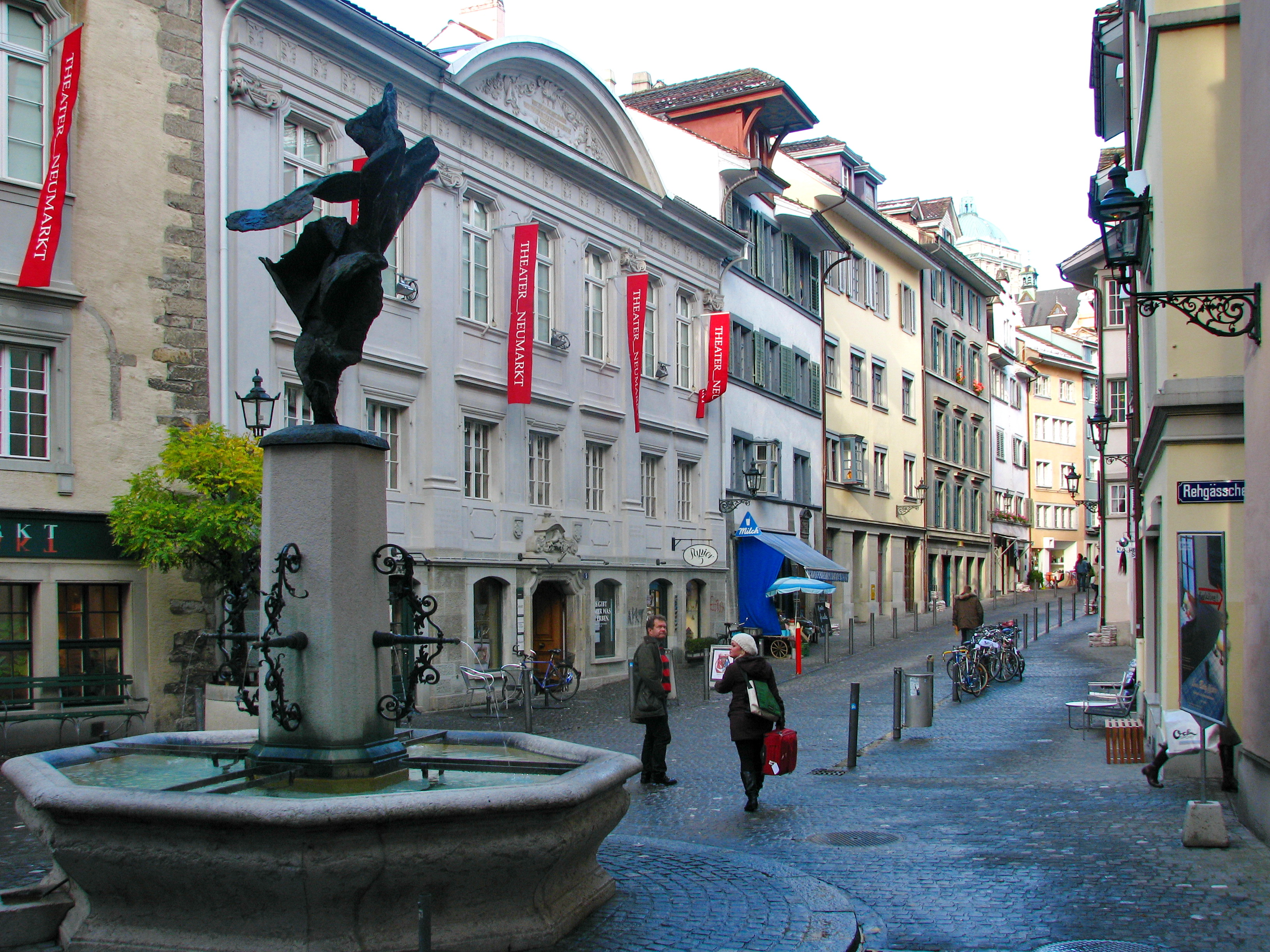
Neumarkt

Andererseits waren die Bilgeri Lehnsträger der Grafen von Habsburg-Laufenburg und sind seit 1256 in Zürich nachgewiesen – eine Urkunde von 1309 weist den Wohnturm erstmals zweifelsfrei als Besitz der Bilgeri aus. Die Bilgeri waren in jener Zeit eine der einflussreichsten Familien der Stadt Zürich: Vor Juni 1336 besetzten ihre Angehörigen nicht weniger als sieben von 36 Ratssitzen in den drei einander abwechselnden Ratsgremien (dreigeteilter Rat), zusammengesetzt aus je 12 Mitgliedern der «Notabel» (Kaufmannspatriziat) und Ministerialität (Ritterstand). Im Verlauf der sogenannten Zunftrevolution von 1336 wurden die Ratsherren Bilgeri durch Rudolf Brun abgesetzt und zusammen mit weiteren Ratsmitgliedern aus dem Kaufmannspatriziat und ihren Familien aus der Stadt Zürich verbannt. Den nicht aus Zürich vertriebenen Familienmitgliedern soll bis 1380 das Wohnrecht im Bilgeriturm zugestanden worden sein. Die Mehrzahl der im Juni 1336 Verbannten flüchtete nach Rapperswil zu Graf Johann I. von Habsburg-Laufenburg, dem Lehnsherrn der Ratsfamilie Bilgeri.
Die Bilgeri gehörten zu den unversöhnlichsten Gegnern Bruns, und im Verlauf der Mordnacht von Zürich am 23./24. Februar 1350 verlor Rudolf Bilgeri im Kampf das Leben, Werner und Klaus Bilgeri wurden gefangen genommen und hingerichtet. Werners Bruder Burkhard wurde 1358 Johanniter auf der Ordensburg Alt-Wädenswil, versöhnte sich 1374 mit dem Rat von Zürich und wurde 1383 der erste Komtur im Johanniterhaus Küsnacht. Seine Schwester Anna erbte den Bilgeriturm und brachte die Liegenschaft in ihre Ehe mit Johann Störy ein. Eine bei Renovationsarbeiten entdeckte Besitzertafel verweist als nachfolgenden Besitzer auf Jakob Mülner, der das Gebäude an Junker Hans Escher vom Luchs verkaufte. Von dessen Tochter erbte Anton Schenk von Landegg die Liegenschaft, der sie 1508 an Jakob Grebel von Uri verkaufte. Sein Sohn, der Kaufmann und Ratsherr Konrad Grebel (1498–1526), war nach der Reformation eine der führenden Persönlichkeiten der Zürcher Täuferbewegung. Über Grebels Tochter Dorothea kam der Bilgeriturm um 1538 nochmals in den Besitz der Familie Escher. Weitere Eigentümer waren die angesehenen Familien von Griessen, Wolf und Holzhalb.

### Neuzeit
Am 26. Januar 1742 erwarb die Zunft zur Schuhmachern den Turm und das «Hus uff dem Bach» (Neumarkt 5) und liess beide umbauen. Der beauftragte David Morf war auch der Baumeister des Zunfthauses zur Meisen und des Hauses Rechberg am Hirschengraben. Nach einjähriger Bauzeit erfolgte am 14. März 1743 die Einweihung des Zunfthauses. Mit dem Einmarsch der französischen Revolutionstruppen und dem Zusammenbruch der Alten Eidgenossenschaft wurde das Zunftregime beendet, und die Zunft zur Schuhmachern verkaufte am 10. Oktober 1798 das Zunfthaus an den Kaufmann Johannes Gessner.
Bis 1888 erlebte die Liegenschaft weitere Besitzwechsel und blieb im Privatbesitz wechselnder Kaufmanns- und Handwerkerfamilien. 1888 wurde der deutsche Arbeiterbildungsverein «Eintracht» der neue Besitzer der Liegenschaft, worauf sie bis 1922 als Gewerkschaftshaus und Treffpunkt der internationalen Arbeiterbewegung diente: Vor der Oktoberrevolution verkehrten hier auch Leo Trotzki und Lenin. 1920 erfolgte die Öffnung der Turmstube und der Durchbruch des Saales zum Nachbargebäude, dem späteren Theater am Neumarkt. 1933 erwarb die Stadt Zürich die Liegenschaft, und nach umfangreichen Umbauten wurde 1948 das Theater am Neumarkt im Anbau eröffnet. 1956 bezog die Zunft Hottingen ihre Zunftstube im Dachgeschoss des Bilgeriturms; in den unteren Geschossen ist die «Wirtschaft Neumarkt» untergebracht.

## Anlage

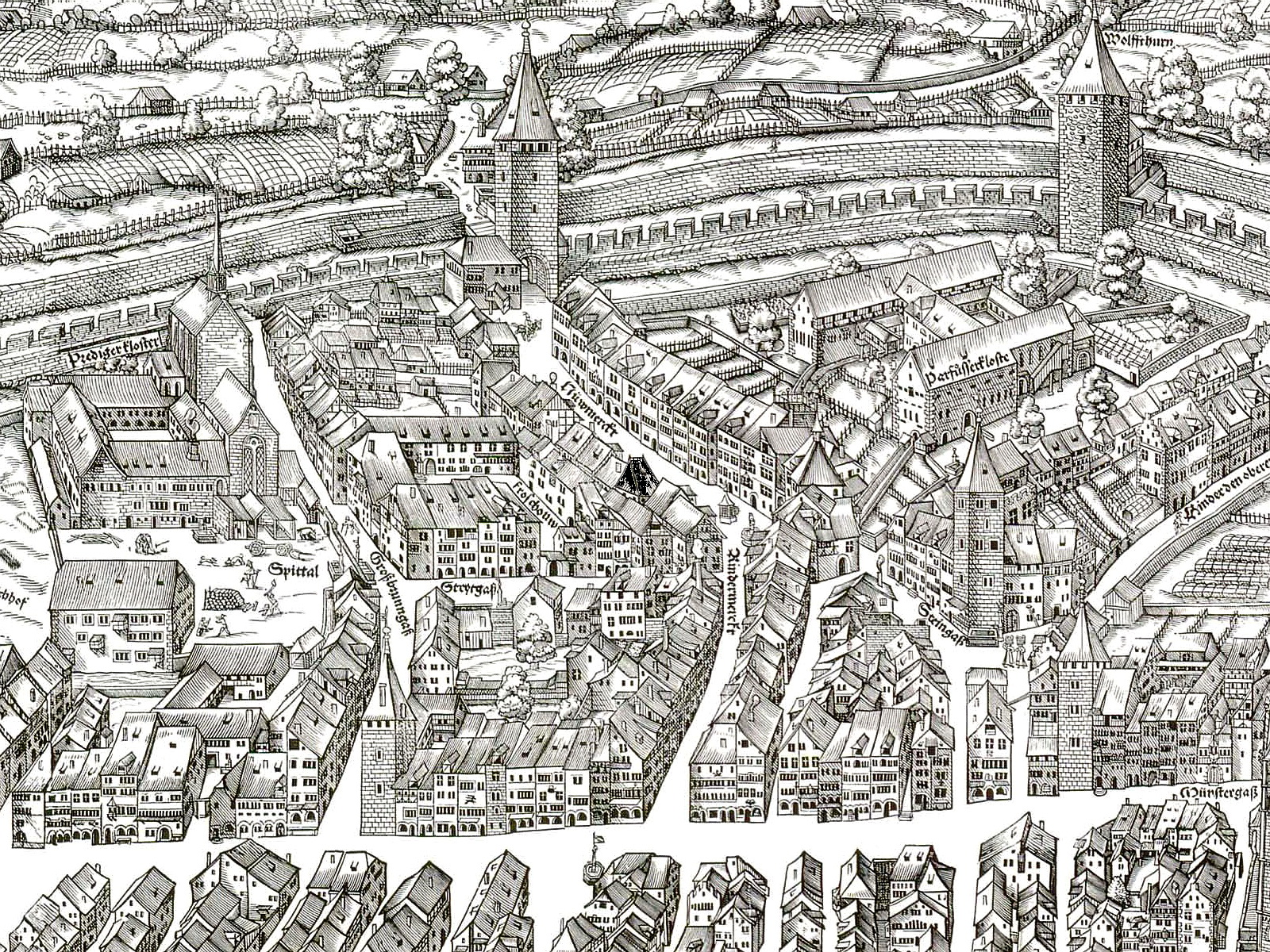
Der Bilgeriturm (Bildmitte) und angrenzende Stadtteile, Ausschnitt aus dem Murerplan von 1576.

Der Wohnturm wurde in zwei Etappen erbaut; eine Aufstockung und Erweiterung erfolgte in der zweiten Hälfte des 13. Jahrhunderts. Der bei seiner Erbauung wohl freistehende Turm bildet im Grundriss ein unregelmässiges Viereck mit Seitenlängen von acht (Neumarkt) bis 12,7 Metern (Synagogengasse) und Grundmauern von bis zu 0,96 Meter Dicke. Die Eckverbände bestehen aus Bossenquadern, Reste romanischer Rundbogenfenster sind gut erkennbar. Das Gebäude weist im letzten Bauzustand ein Zeltdach auf. Ob ein Palas bereits in der Planungsphase zum Wohnturm gehörte, wie beispielsweise beim Brunnenturm, ist nicht geklärt – Anbauten an der Rückseite des Wohnturms (Synagogengasse) weisen bauliche Ähnlichkeiten auf.
Aus dem abgebrochenen Hause zum «Neuegg» am Talacker konnte die Stadt Zürich Täfelung, Kassettendecken, zwei Schränke und zwei buntbemalte Turmöfen erwerben (Zürcher Barock um 1725). Mit einem Teil dieser Einrichtungsstücke wurde die «Bilgeristube» im ersten Stock des Wohnturms ausgestattet, wobei allerdings an Decke und Wandgetäfer verschiedene Ergänzungen unter Leitung der Denkmalpflege notwendig waren.

## Jupiterbrunnen
Bereits auf dem Murerplan von 1576 ist am Schnittpunkt von Neumarkt und Spiegelgasse ein Brunnen mit einer Brunnenfigur zu erkennen. Über das Aussehen ist nichts überliefert, vermutlich wurde diese Figur aber um das Jahr 1550 bemalt. Um das Jahr 1750 lässt sich die Jupiterstatue datieren; sie wurde im Dezember 1987 durch einen nächtlichen Sprengstoffanschlag zerstört. Weil eine originalgetreue Restaurierung der Brunnenfigur schwer zu realisieren war, erfolgte ein Projektwettbewerb. Den Auftrag zur Schaffung einer neuen Brunnenfigur erhielt die Bildhauerin Barbara Roth: Ihre Umsetzung «l'étranger» verhalf dem Brunnen zu einer neuen Götterfigur – so wurde aus dem Gott Jupiter die Siegesgöttin Nike. Der Bildhauer Thomas Ehrler bearbeitete den Brunnentrog. Die Einweihung fand im Juni 1992 statt.

## Bildergalerie

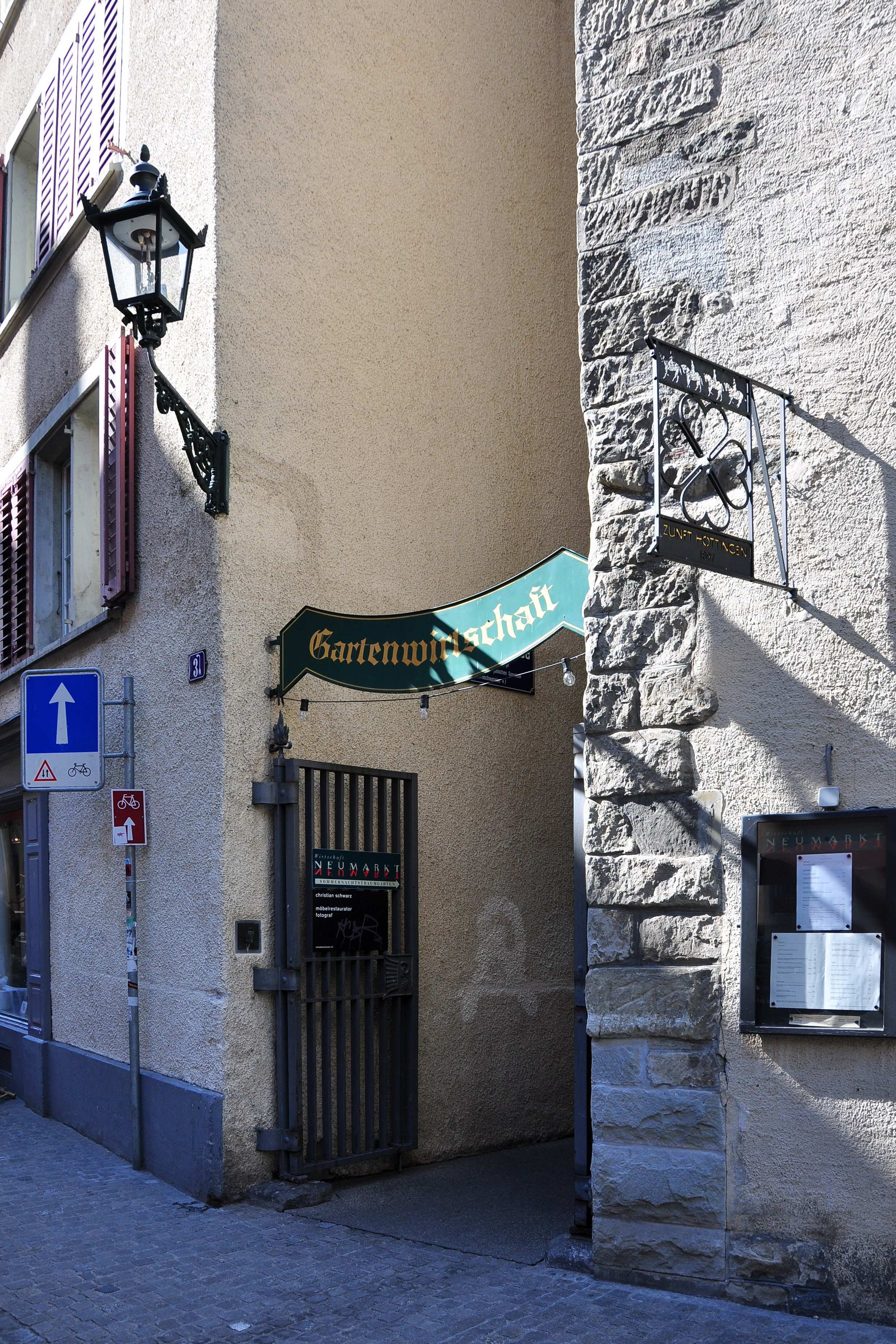
Mauerdetails, in der Bildmitte rechts das Wohnhaus Bruns. An der heutigen Froschau-/ Synagogengasse 4 war die mittelalterliche Synagoge beheimatet.
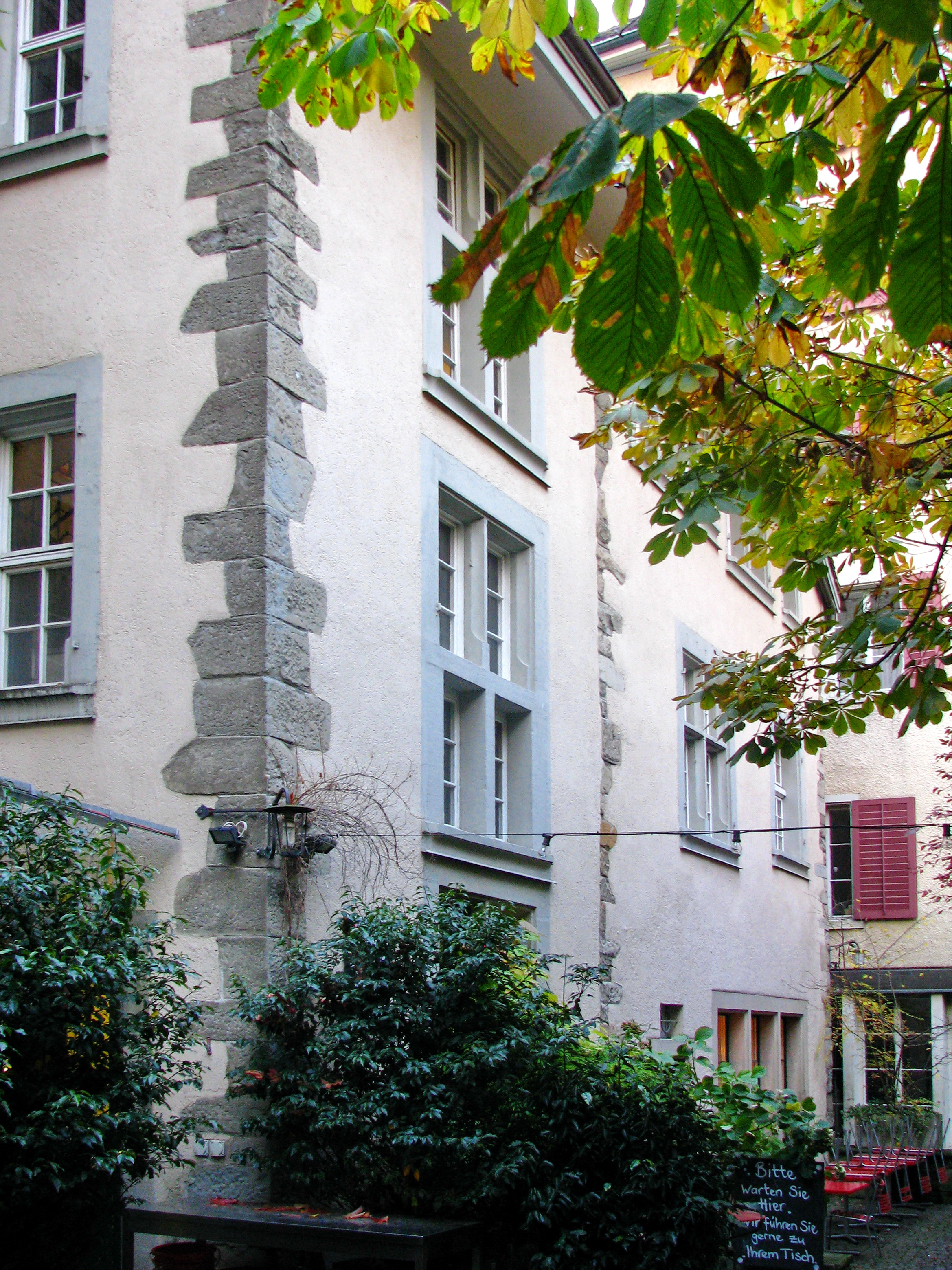
Ansicht von Norden (Synagogengasse)
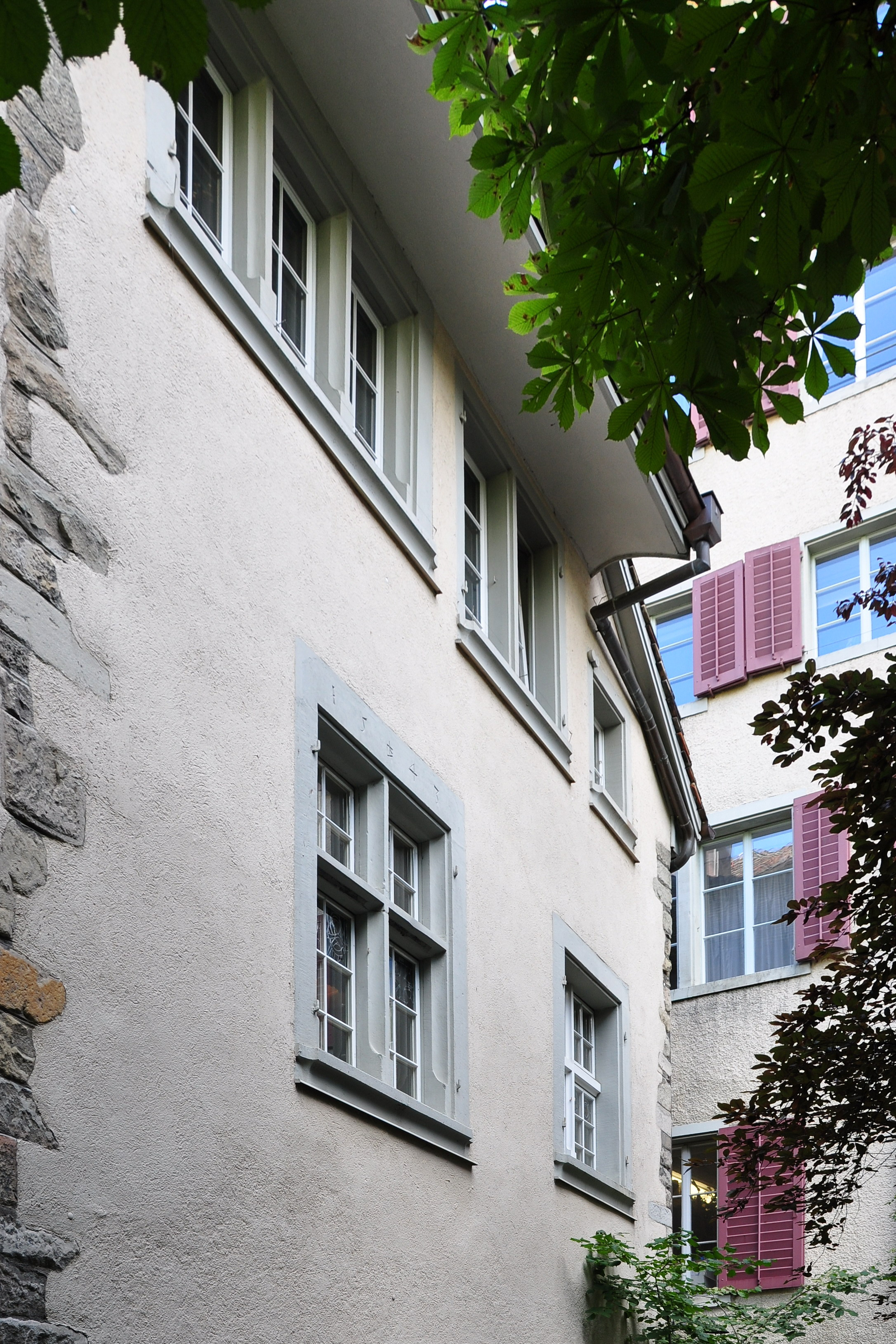
Ansicht von Westen, mit rückseitigem Anbau
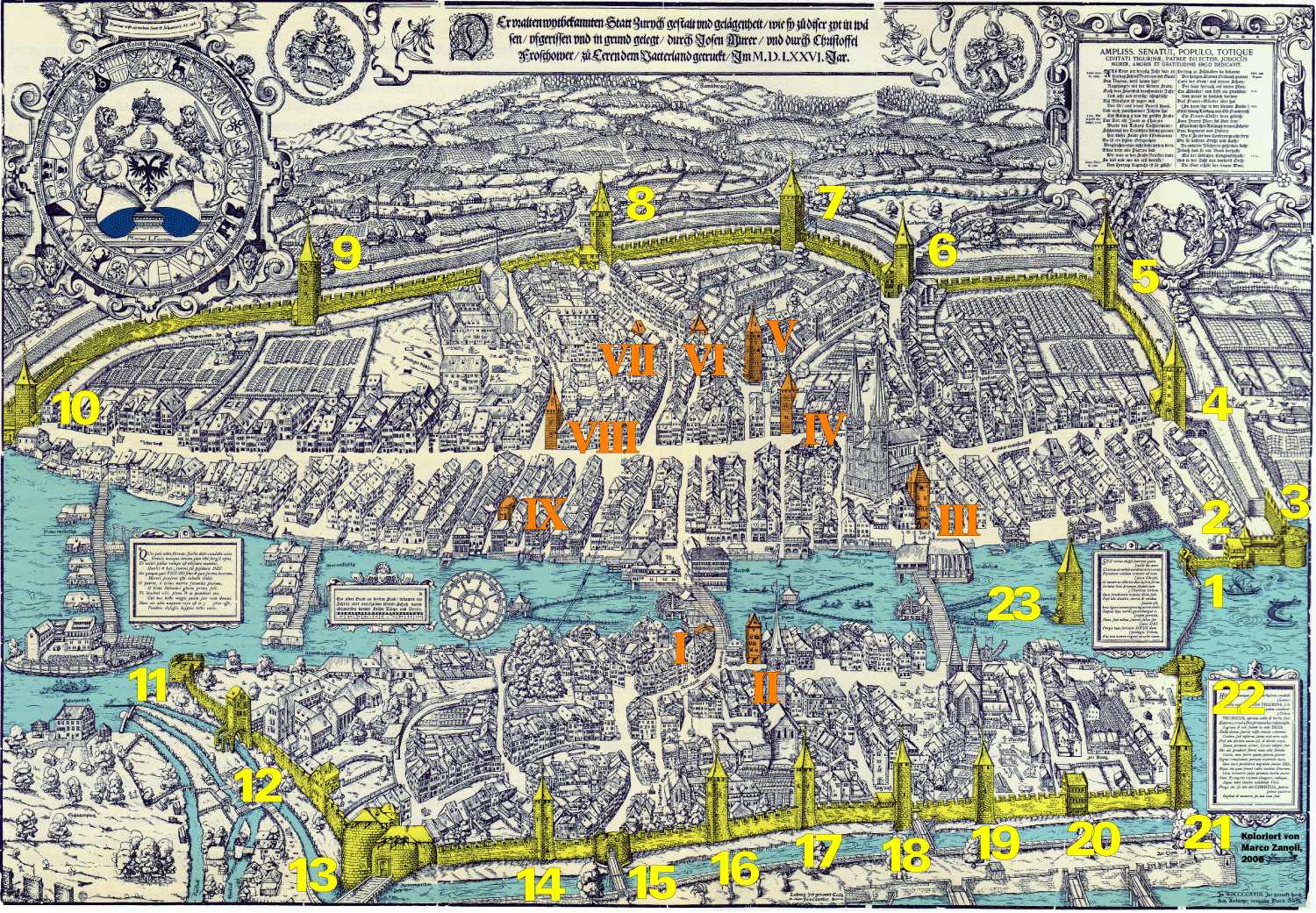
Mauern und Türme (gelb) sowie Adelstürme (orange) der zweiten Stadtbefestigung auf dem Murerplan von 1576; der Bilgeriturm ist mit VII gekennzeichnet.